# L'Héritage (Spirou et Fantasio)
 (mai 2023).
Si vous disposez d'ouvrages ou d'articles de référence ou si vous connaissez des sites web de qualité traitant du thème abordé ici, merci de compléter l'article en donnant les références utiles à sa vérifiabilité et en les liant à la section « Notes et références ».
Pour les articles homonymes, voir L'Héritage.
L'Héritage est un album de bande dessinée, le premier des hors-série des aventures de Spirou et Fantasio.
Cet album et son successeur, Radar le robot, comprennent les tout premiers récits de la série réalisés par André Franquin.

## Le Tank, 1946

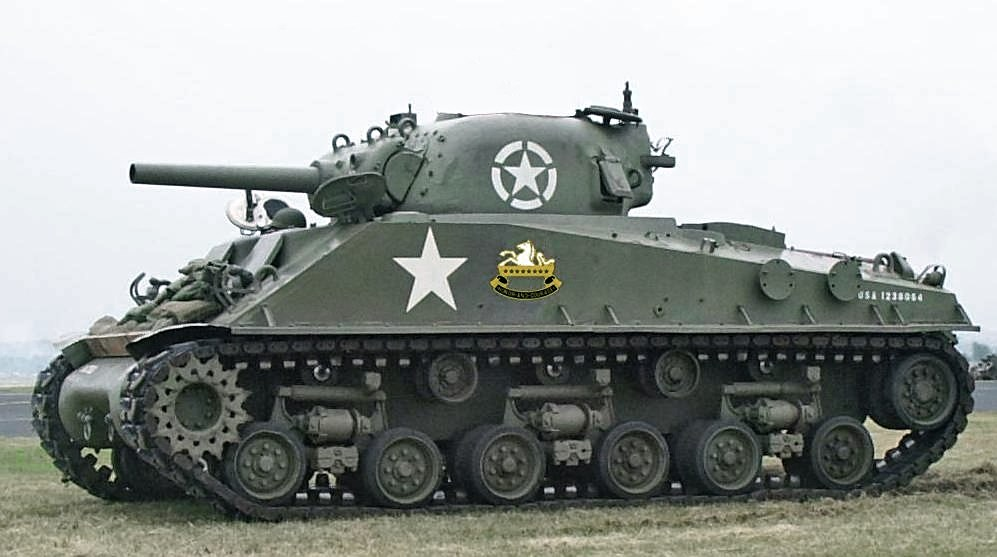
Le tank de Fantasio est inspiré du char américain Sherman M4.

### Synopsis
Spirou, Fantasio et Spip, au cours d'une promenade, rencontrent des militaires américains qui vendent une partie de leur équipement au lendemain de la Seconde Guerre mondiale. L'un d'entre eux parvient à convaincre Fantasio de lui acheter un tank en parfait état de marche, et dont la réserve de munitions n'est de surcroît pas complètement vide. Après s'être débattus pour comprendre le fonctionnement de l'engin et de nombreux dégâts, Spirou et Fantasio réussissent à l'arrêter et se lancent dans de longues réparations. Heureusement, ils sont rejoints par les enfants du quartier qui accélèrent les travaux. Deux jours après, Fantasio annonce qu'il a monté grâce à son tank une entreprise de démolition.

### Publication
Publié pour la première fois dans l'Almanach Spirou 1947.

## L'Héritage, 1946-47

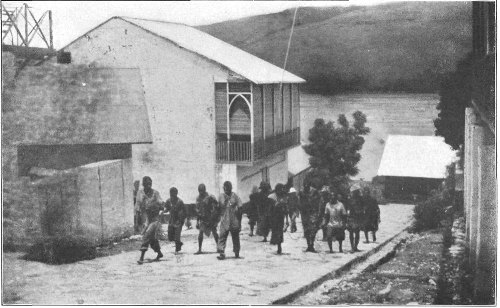
La ville de Matadi (1907) au Congo se déforme en Mababi, destination de Spirou et Fantasio en Afrique.

### Synopsis
Spirou apprend par un courrier qu'il hérite d'un vieil oncle dont il ignorait jusque-là l'existence. Après avoir rejoint sa propriété, une maison de campagne délabrée et à demi hantée — par des nutons — Spirou prend connaissance de la lettre de l'oncle, remise par le notaire. Il y est précisé que le "fidèle" Gaspar, bossu, détient les plans d'accès au trésor le plus précieux de l'oncle et qui serait caché en Afrique.
Partis vers le continent noir, Spirou, Fantasio et Spip sont étroitement pistés par des bandits à l'affût de la découverte du trésor — mais qui en ignorent la localisation — et qui se lancent discrètement à leur poursuite, afin de se l'accaparer.
Une fois parvenus en Afrique (à Mababi), les deux amis sont confrontés à des bêtes sauvages et à des indigènes belliqueux, lesquels se révèlent être les dépositaires du secret de l'oncle. Le sorcier du village conduit Spirou et Fantasio à la caverne où le trésor est caché, suivis de près par les bandits. Le trésor se révèle être entièrement constitué d'un énorme stock de caisses de whisky ("le meilleur au monde"). Les bandits se dévoilent alors et, à la suite d'une rixe et d'un pugilat musclé avec les héros, provoquent la combustion du stock, qui dégénère en une énorme explosion, ressemblant à un feu d'artifice.
Les héros en sortent indemnes et, du précieux stock, récupèrent tout de même une bouteille, laquelle sera goûtée et savourée sans modération, au point de procurer à Spirou sa première (et unique ?) occasion d'ivresse volontaire.

### Traits de caractère des personnages

#### Spirou
Même s'il est évidemment facétieux, le Spirou de cet épisode n'est pas totalement le jeune garçon irréprochable qui deviendra ultérieurement le modèle de vertu se voulant édifiant pour les A.D.S..
Manifestement colérique et prompt à la bagarre, il montre déjà d'excellentes dispositions pour la boxe, un talent qu'il n'aura pas de difficulté à faire fructifier lors du défi que lui lancera bientôt Poildur.
S'il manque à la vertu de charité il se révèle toutefois chevaleresque (un peu à contretemps) lorsqu'il répare la jambe de bois (qui vient de se briser) de son adversaire unijambiste (Gaspar).
En fin d'épisode, Spirou se laissera brièvement aller à goûter sans modération la boisson alcoolique.

#### Muhutu
Le sorcier du village africain est l'ami de confiance de l'oncle de Spirou. Alcoolique notoire, tout comme l'oncle, il a néanmoins pris soin de conserver le secret de la caverne à whisky confié par son ami, sans le dilapider ou le boire. S'adonne pourtant à la boisson — sans que l'on sache quelle ressource il exploite à son profit.
Le trésor est gardé par un dispositif à plusieurs niveaux de protection : outre l'entrée discrète, une petite rivière doit être franchie, laquelle est surveillée par des crocodiles — qui obéissent au sorcier — puis une première porte est gardée par le lion Poussi, lui aussi sous domination du sorcier, et une seconde porte est encore mieux gardée, car sous la protection de madame Muhutu, aussi intransigeante que taciturne.
Lors du dénouement de l'aventure, après la combustion du trésor, mais avant sa déflagration, Muhutu pense en priorité à sauver du désastre le maximum de bouteilles de whisky. Une vingtaine ? Dont l'une sera récupérée par Spirou.

#### Madame Muhutu
Madame Muhutu est la femme du sorcier du village. À ce titre elle est particulièrement chargée de la garde de la seconde porte de protection de la caverne du trésor de l'oncle de Spirou.
Peu loquace, elle est dotée d'une arme imparable : un gourdin, pendant africain du rouleau à pâtisserie des mé[na]gères européennes. Cependant, au contraire de ces dernières, madame Muhutu n'a pas l'ascendant sur son mari. À l'exception de cette dernière caractéristique, et aussi de sa carence verbale, madame Muhutu représente l'archétype ou une allégorie de la mégère acariâtre.

### Publications
Publié pour la première fois dans le Journal de Spirou du no 453 au no 491.

## Personnages
- Spirou
- Fantasio
- Spip
- Gaspar (première apparition)
- Deux bandits (premières apparitions)

## Publications
- Cet album est d'abord paru en tant que no 1 de la collection Péchés de jeunesse.
- Les épisodes contenus dans cet album et dans le suivant sont parus une première fois en 1948 dans un album sobrement intitulé Spirou et Fantasio, réédité en 2009.

## Traductions
- Suédois : Pygmæerne, Carlsen Comics.